# سانتای عزیز
سانتای عزیز (انگلیسی: Dear Santa) یک فیلم درام آمریکایی محصول سال ۲۰۱۱ با درخشش ایمی اکر است.